# Castillo Pedroso
Castillo Pedroso es una localidad del municipio de Corvera de Toranzo (Cantabria, España). En el año 2024 contaba con una población de 119 habitantes (INE). La localidad se encuentra a 463 metros de altitud sobre el nivel del mar, y a 5 kilómetros de la capital municipal, San Vicente de Toranzo.
Está encaramado en un altozano desde el que se domina el valle de Toranzo, por el que discurre el río Pas, famoso por sus truchas y salmones en temporada de pesca y que da nombre a la comarca pasiega.
Castillo Pedroso ofrece un entorno natural ideal para los amantes del deporte al aire libre, como el senderismo, bicicleta de carretera o la bici de montaña por las cumbres de Cildá, Cotorredondo, Espina del Gallego, La Cuera o el bosque de la Requejada.

## Patrimonio arquitectónico
- Palacio Ruiz de Villegas -

Es una casona solariega de estilo montañés, construida alrededor del año 1715 por el señor de la Casa de Villegas de Castillo Pedroso, Sancho Ruiz de Villegas y Díaz de Terán (ib., 15 de septiembre de 1681 - ¿?, junio de 1725), luego de heredar una gran fortuna de su tío-materno Santos Díaz de Terán en 1711, con quien residía y trabajaba en Antequera del Virreinato de Nueva España (actual México). Aquel era descendiente directo del fundador del nuevo solar desde 1433, Sancho Ruiz de Villegas I, señor de Villasevil, Acereda y Castillo Pedroso, y comendador de la Orden de Santiago, que a su vez, era segundogénito de Ruy Pérez de Villegas II quien fuera merino mayor de Castilla y señor de Caracena hasta 1366, Moñux hasta 1376, Cóbreces, Villegas, Villamorón, Villasevil, Castillo Pedroso, Acereda, Pedrosa del Páramo, Manciles y Valdegómez, además del palacio de Sasamón, entre otros. La arquitectura es de tipo civil, de planta cuadrangular y de dos alturas. Su fachada es de sillería y presenta un zaguán de cuatro arcos apoyados sobre pilares y encima de ellos hay un balcón de hierro que al costado diestro está el gran blasón de los Ruiz de Villegas.
- Iglesia de San Pantaleón -

Esta parroquia lleva la advocación de San Pantaleón Mártir. Tiene portada de medio punto sencilla, y bóveda de crucería. Conserva un interesante bautisterio de piedra decorado con gallones, una cabeza humana a cada lado, bolas en el borde y la base con cuatro monstruos. Esta iglesia recibió de Santos Díaz de Terán, caballero de Alcántara, una lámpara grande de plata para alumbrar al Santísimo Sacramento.
- Ermita del Carmen  -

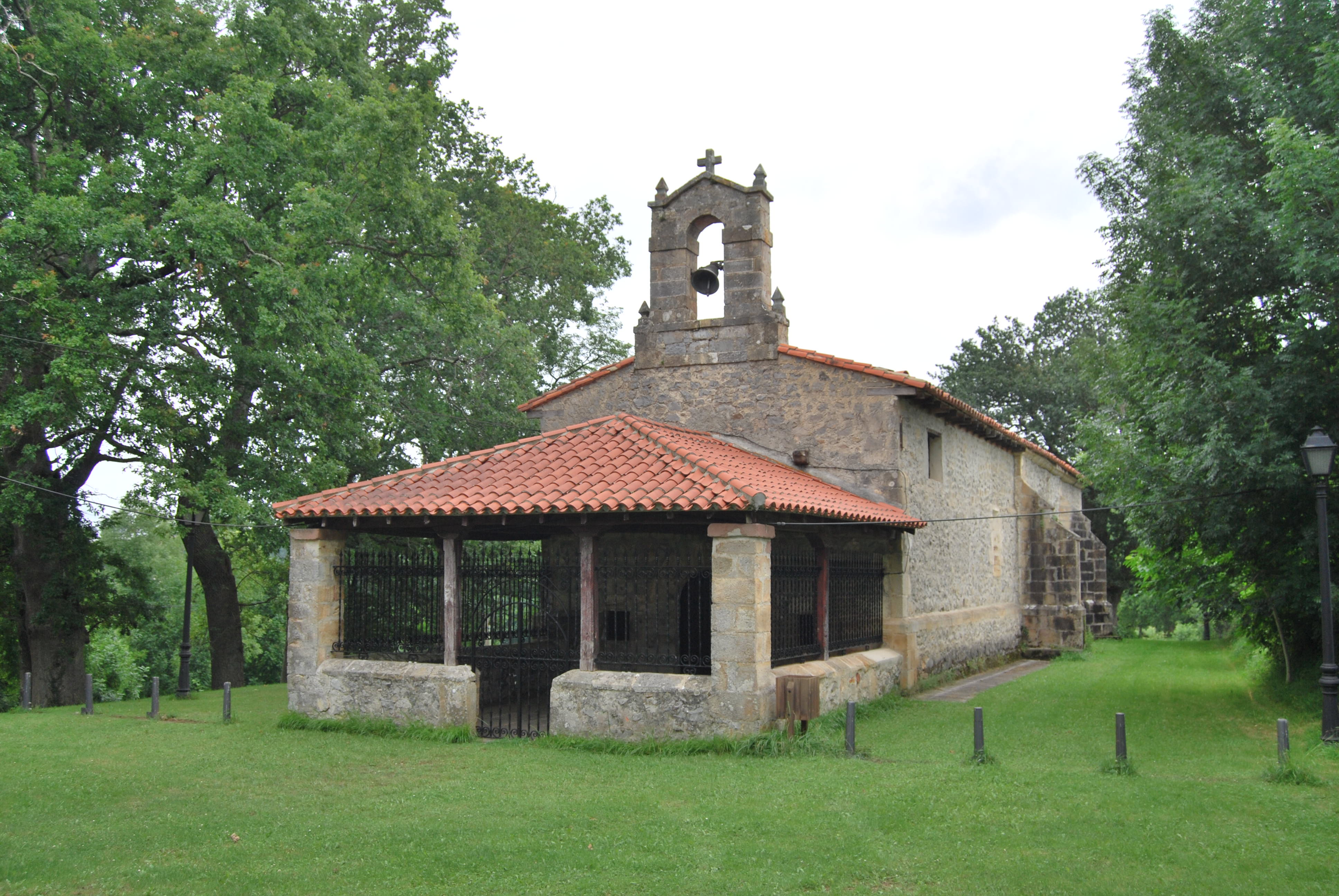
Ermita del Carmen en Castillo Pedroso

La ermita del Carmen es del siglo XVIII y tiene un retablo de rocallas, propio del barroco decorativo. En sus alrededores hay un bonito parque público.
- Casona de la Inquisición  -

## Patrimonio cultural
- Puerto del Portillón- El Portillón es un puerto de montaña de Cantabria (España). Posee una altitud de 569 m s. n. m., es de 2.ª categoría y sirve como comunicación del valle de Iguña con el de Toranzo atravesando el valle de Anievas (CA-271).

## Fiestas de interés
- 27 de julio- Grandes Fiestas de San Pantaleón.
- El "Carmuco"- El domingo siguiente a la festividad de la Virgen del Carmen.
- La Feria de Ganado- Celebrada el último domingo de agosto.

## Bibliografïa
ICANE: Instituto Cántabro de Estadística.
- Datos: Q5756977
- Multimedia: Castillo Pedroso / Q5756977